# Видеохолика
„Видеохолика“ е международен фестивал във Варна за видеоизкуство, организиран от сдружение „Видеохолика“.
Представя на варненската публика, както и гостите на Варна, забележителна и високо стойностна програма от видеоарт творби.
Успоредно с видеоарт прожекциите на Видеохолика събитията на фестивала включват изложби, дискусии и семинари по видеоизкуството с участие на утвърдени местни и международни артпрофесионалисти и отличени видеоартисти.
„Видеохолика“ се провежда, както в традиционни галерийни пространства във Варна, така и на нетрадиционни обществени пространства, нови като обкръжение за съвременното изкуство или където то е малко познато. Фестивалът е адресиран както към професионалната публика, така и към аудитория, която не е имала контакт със съвременното изкуство, и която посредством организираните прояви е провокирана към търсене на нов смисъл и идентичност сред непозната за нея идейна среда.
Фестивалът представя както достижения на утвърдени автори, така и дава възможност за изява на млади творци, работещи в полето на съвременното изкуство, които притежават професионални качества и работата им се отличава с оригинален творчески език.
Сдружение „Видеохолика“ е организация с нестопанска цел, базирана във Варна, работеща в сферата на организирането, реализирането, подпомагането, установяването и развитието на различни интервенции в областта на съвременното изкуство и култура в България и в чужбина, в сътрудничество с местни, национални и международни културни партньори.
Обединявайки и сътрудничейки си с художници, куратори, арткритици и други арт професионалисти от цял свят, Сдружение „Видеохолика“ се превръща в място, където хора, институции и инициативи, работещи в сферата на съвременното изкуство, общуват и обменят идеи и опит.